# Pieter Zeeman
Pieter Zeeman (n. 25 mai 1865, Zonnemaire⁠(d), Zeelanda, Țările de Jos – d. 9 octombrie 1943, Amsterdam, Reichskomisariatul Niederlande) a fost fizician neerlandez, laureat al Premiului Nobel pentru fizică în anul 1902, împreună cu Hendrik Lorentz, pentru serviciul extraordinar adus științei datorită studiilor lor privind influența magnetismului asupra radiației, cunoscut ca Efectul Zeeman.